# Nawāqid al-Islām
Die Nawāqid al-Islām (arabisch نواقض الإسلام, DMG Nawāqiḍ al-Islām ‚Faktoren, die den Islam zerstören‘) sind ein Konzept des salafistischen Islams wahhabitischer Prägung. Demnach gibt es zehn Verhaltensweisen, die ein Muslim vermeiden muss, weil er sonst seine Zugehörigkeit zum Islam verliert. Das Konzept geht auf einen gleichnamigen Traktat von Muhammad ibn ʿAbd al-Wahhāb zurück. Der frühere Großmufti des Königreichs Saudi-Arabien ʿAbd al-ʿAzīz ibn Bāz verfasste hierzu einen Kommentar.
Die zehn den Islam zerstörenden Verhaltensweisen sind:
1. Schirk in der Anbetung Allahs (Beigesellung von Partnern Allah gegenüber). Allah sagt: Wahrlich, Allah wird es nicht vergeben, dass ihm Götter zur Seite gestellt werden (d. h. Schirk): doch er vergibt, was geringer ist als dies, wem er will (Sure 4:116). Und Er sagt: Wer Allah Götter zur Seite stellt, dem hat Allah das Paradies verwehrt, und das Feuer wird seine Herberge sein. Und die Frevler sollen keine Helfer finden (Sure 5:72) In diese Kategorie fallen auch Opferungen für andere als Allah, wie jener, der für einen Dschinn oder für ein Grab opfert.
2. Wer auch immer Vermittler zwischen sich und Allāh nimmt, diese anruft und um Fürbitte fleht, sich auf sie verlässt, der hat gemäß dem Konsens Unglaube begangen.
3. Wer auch immer die Polytheisten nicht als Ungläubige betrachtet, oder an ihrem Unglauben zweifelt, oder ihre Wege und Glaubensformen als richtig ansieht, der hat (selber) Unglaube begangen
4. Wer auch immer daran glaubt, dass eine andere Führung vollkommener ist als die Führung des Propheten – Allahs Heil und Segen auf ihm –, und dass jemandes Urteil besser ist als das Urteil des Propheten – Allahs Heil und Segen auf ihm –, wie jemand, der das Urteil der Tawāghīt (pl. von Tāghūt) dem Urteil des Propheten vorzieht, so ist solch einer ein Ungläubiger.
5. Wer auch immer etwas hasst, womit der Gesandte gekommen ist, selbst wenn er danach handelt, der ist ungläubig geworden.
6. Wer auch immer über irgendeinen Teil der Religion des Gesandten oder über ihre Belohnung bzw. Bestrafung spottet oder sich lächerlich macht, der hat Unglaube begangen. Der Beweis hierfür ist: Sprich: "Galt euer Spott etwa Allah und Seinen Zeichen und Seinem Gesandten? Versucht euch nicht zu entschuldigen. Ihr seid ungläubig geworden, nachdem ihr geglaubt habt. (Sure 9:65-66)
7. Magie, die Zaubersprüche einschließt, mit denen man jemanden dazu bringen kann, Dinge zu hassen, nach denen er strebt oder Dinge zu lieben, nach denen er nicht strebt (`atf). Wer auch immer dies begeht oder zufrieden ist, dass dies begangen wird, der hat Unglaube begangen. Der Beweis hierfür ist Allahs Aussage: Die beiden jedoch haben niemanden etwas gelehrt, ohne dass sie gesagt hätten: „Wir sind nur eine Versuchung, so werde nicht ungläubig!“ (Sure 2:102)
8. Das Unterstützen und Helfen der Polytheisten gegen die Muslime. Der Beweis hierfür ist Allahs Aussage: Und wer sie von euch zu Verbündeten und Beschützern nimmt, der gehört wahrlich zu ihnen. Wahrlich, Allah weist nicht dem Volk der Ungerechten den Weg. (Sure 5:51)
9. Wer auch immer glaubt, dass es für manche Leute erlaubt wäre, frei zu sein von der Umsetzung der Scharia von Mohammed, so wie es für al-Chidr erlaubt war, frei zu sein von der Umsetzung der Scharia von Mose, ist ein Ungläubiger.
10. Das Sich-Abwenden von der Religion Allahs, dass man sie nicht lernt oder umsetzt (ist eine Handlung des Unglaubens). Es heißt: Und wer ist ungerechter als jener, der an die Zeichen seines Herrn gemahnt wird und sich dann doch von ihnen abwendet? Wahrlich, Wir werden Uns an den Sündern rächen. (Sure 32:22)

Die Liste der zehn Punkte wird bei Muhammad ibn ʿAbd al-Wahhāb mit folgender Erklärung abgeschlossen: „Es macht keinen Unterschied in Bezug auf diese Faktoren zwischen einem, der scherzt, einem, der ernst ist oder einem, der dies aus Furcht macht, bestehen. Jedoch ist jener, der zu ihnen gezwungen wird, entschuldigt. All diese zehn Faktoren sind von den gefährlichsten und von jenen, die oft vorkommen. Daher muss der Muslim sich vor ihnen hüten und davor Angst haben, dass er von diesen Taten befallen wird. Wir ersuchen bei Allah Zuflucht vor diesen Dingen, die Seinen Zorn auf sich ziehen und eine schmerzhafte Strafe mit sich bringen. Möge Allahs Heil und Segen auf dem besten aller Geschöpfe – Mohammed – sein.“